# Bárcabo
Bárcabo – gmina w Hiszpanii, w prowincji Huesca, w Aragonii, o powierzchni 87,92 km². W 2011 roku gmina liczyła 117 mieszkańców.